# Hebecephalus atralbus
Hebecephalus atralbus är en insektsart som beskrevs av Alexander Fyodorovich Emeljanov 1976. Hebecephalus atralbus ingår i släktet Hebecephalus och familjen dvärgstritar. Inga underarter finns listade i Catalogue of Life.